# Leslie Howard (Pianist)

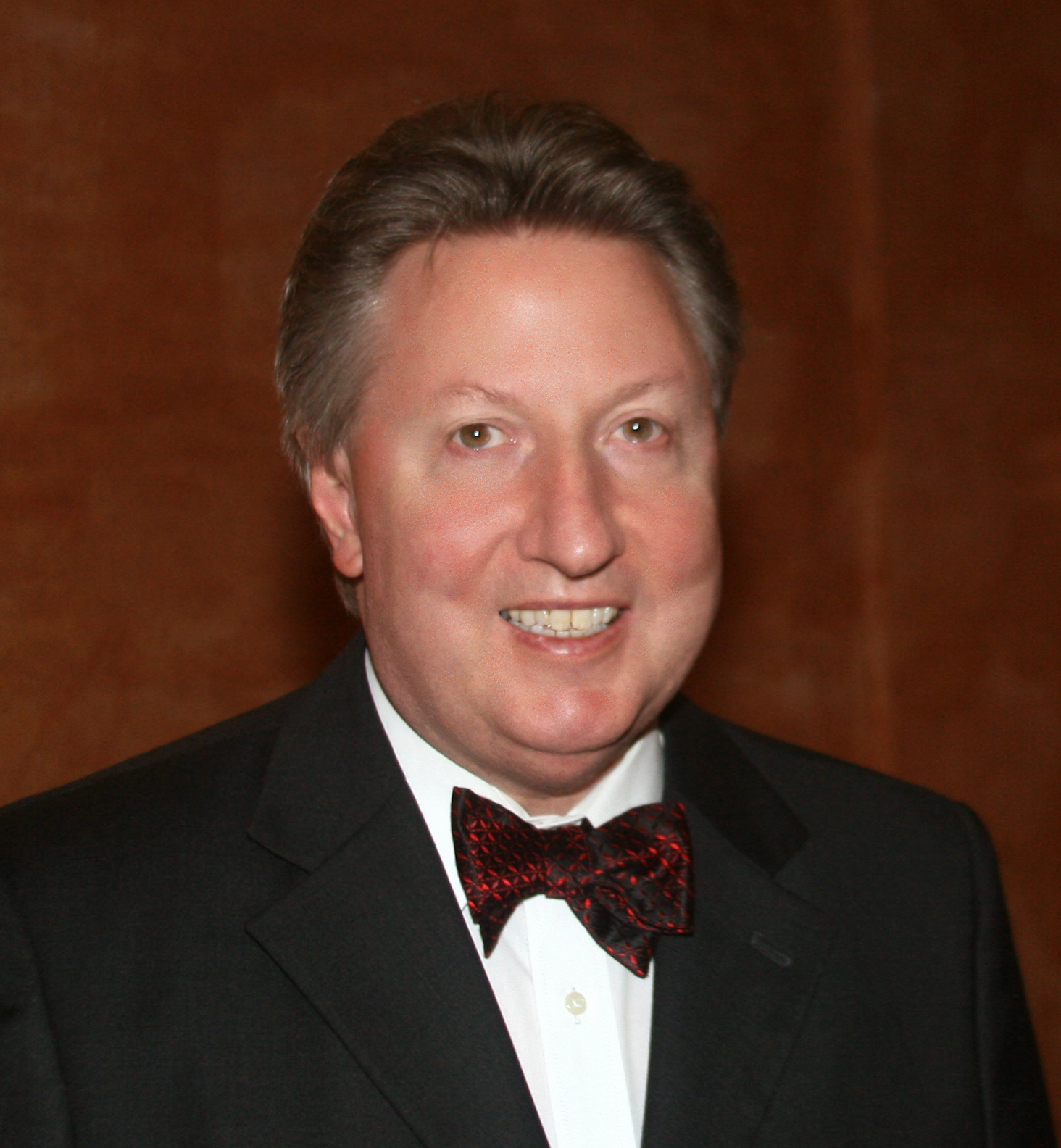
Leslie Howard (2009)

Leslie Howard (* 29. April 1948 in Melbourne) ist ein australischer Konzertpianist, Komponist und Dirigent. Er besitzt auch die britische Staatsbürgerschaft.

## Leben
Howard konzertiert mit Klavierabenden und Klavierkonzerten in der ganzen Welt. Sein Repertoire von mehr als 80 Konzerten umfasst die gesamte Skala der Klavierliteratur von der Zeit der Entstehung des Instrumentes bis hin zur heutigen Musik. Bei zahlreichen internationalen Festivals gilt Leslie Howard als gefeierte Persönlichkeit. 
Er hat als bisher einziger Pianist das gesamte Klavierwerk von Franz Liszt aufgenommen, wobei über 300 Weltpremieren zustande kamen mit Stücken aus unveröffentlichten Liszt-Handschriften und Stücken, die nach Liszt nie mehr gespielt wurden. 2017 erhielt Howard den Franz-Liszt-Ehrenpreis der Klassik Stiftung Weimar und ist damit nach Alfred Brendel und Kurt Masur der dritte Träger der Auszeichnung.